# Kalínino (Kanevskaya, Krasnodar)
Kalínino (del ruso: Калинино) es un selo del raión de Kanevskaya del krai de Krasnodar, en el sur de Rusia. Está situado en la orilla derecha del río Sujói Chelbas, afluente del río Sredni Chelbas, tributario del Chelbas, 20 km al suroeste de Kanevskaya y 104 km al norte de Krasnodar, la capital del krai. Tenía 158 habitantes en 2010.
Pertenece al municipio Kubanskostepnoye.